# 納什維爾 (密蘇里州)
納什維爾（英語：Nashville）是位於美國密蘇里州巴頓縣的非建制地區。

## 歷史
納什維爾的郵局於1861年設立，其後於1959年停運。

## 地理
納什維爾所處的海拔為高於海平面291米（即955英呎），而該地所採用的時區為UTC-6，即北美中部時區（CST）。同時該地設有夏令時間，為UTC-6調快一小時，即UTC-5（CDT）。